# 呼吸器外科学
呼吸器外科学（こきゅうきげかがく、英：Chest surgery）とは、主に気管・肺などの呼吸器系や縦隔・胸腺疾患を中心として胸郭全般を扱う外科学の一分野。
欧米等では胸部外科学（Thoracic surgery）と称されている場合が多い。また、日本の診療科では一般に胸部の臓器を扱う呼吸器外科と心臓外科をそれぞれ区別しているが、施設によっては心臓外科と呼吸器外科を合わせて胸部外科（または胸部心臓外科）と称する場合や、呼吸器内科と呼吸器外科が共に呼吸器センターを設置している施設もある。

## 対象疾患

### 肺腫瘍性疾患
- 原発性肺癌
- 肺良性腫瘍
  - 過誤腫
  - 奇形腫
  - 硬化性血管腫
- 転移性肺腫瘍

### 肺嚢胞性疾患
- 気胸
  - 自然気胸
    - 原発性自然気胸
    - 続発性自然気胸

  - 血気胸
- 肺嚢胞
  - 巨大肺嚢胞

### 気道疾患
- 気管腫瘍・気管支腫瘍
  - 気管癌
  - 気管良性腫瘍
  - 転移性気管腫瘍
- 気道異物
- 気管支損傷

### 感染性肺疾患
- 肺真菌症
  - 肺アスペルギルス症
- 肺膿瘍・肺化膿症
- 膿胸
  - 急性膿胸
- 結核
- 非結核性抗酸菌症

### 先天性疾患
- 肺分画症
- 漏斗胸

### 胸壁・胸膜疾患
- 胸壁腫瘍
  - 悪性胸壁腫瘍
    - 繊維肉腫
    - 骨肉腫
    - 悪性線維性組織球腫

  - 良性胸壁腫瘍
    - 骨軟骨腫
    - 軟骨腫
    - 線維性骨異形成

  - 転移性胸壁腫瘍
- 胸膜中皮腫

### 縦隔疾患
- 胸腺腫
- 胸腺癌
- 重症筋無力症
- 胚細胞腫瘍
  - 奇形腫
  - 精上皮腫
  - 絨毛癌
  - 胎児性癌
  - 卵黄嚢腫瘍
  - 未分化胚細胞腫
- 縦隔内甲状腺腫
- 神経原性腫瘍
  - 神経鞘腫
  - 神経細胞腫
  - 神経細胞腫
- 先天性嚢胞
  - 気管支嚢胞
  - 胸腺嚢胞
  - 心膜嚢胞
- 悪性リンパ腫

### 外科的診断を要する疾患
- 原因不明の胸水貯留
- 間質性肺炎

### 胸部外傷
- 外傷性気胸・血胸
- 外傷性胸部圧迫症
- 肺挫傷
- 肋骨骨折
- 胸骨骨折

### その他の疾患
- 手掌多汗症

## 術式
呼吸器外科学領域で行われる手術術式は以下の通り。

### 術式（アプローチによる分類）
- 開胸術
  - 後側方開胸
  - 前方腋窩開胸
  - 腋窩開胸
  - 胸骨正中切開
- 胸腔鏡手術（VATS）
  - 胸腔鏡補助下手術
  - 完全胸腔鏡下手術

### 術式（各論）

#### 肺・気管支・胸膜
- 肺部分切除術
- 広範囲楔状切除術
- 区域切除術
- 肺葉切除術
- 肺摘除術
- 胸膜肺全摘術
- 気管気管支形成術
- 気管支充填術
- 肺剥皮術
- 生検
  - 肺生検
  - 胸膜生検
- 肺移植術

#### 胸郭
- 胸郭形成術
- 開窓術
- 漏斗胸手術
  - 胸肋挙上術
  - 胸骨翻転術

#### 縦隔
- 胸腺腫瘍切除術
- 胸腺摘出術
  - 拡大胸腺摘出術
- 縦隔リンパ節郭清

#### その他の術式
- 胸腔鏡下交感神経遮断術（多汗症に対して）